# Bitka na Savi
Bitka na rijeci Savi bila je bitka koja se odvila 388. godine na kod Siscije (današnji Sisak u Hrvatskoj) između snaga uzurpatora Magnusa Maksima i Istočnog Rimskog Carstva. Car Teodozije I. porazio je Magnusove snage. Magnusa Maksima poslije su uhvatili i smaknuli u Aquileji.